# Tepe

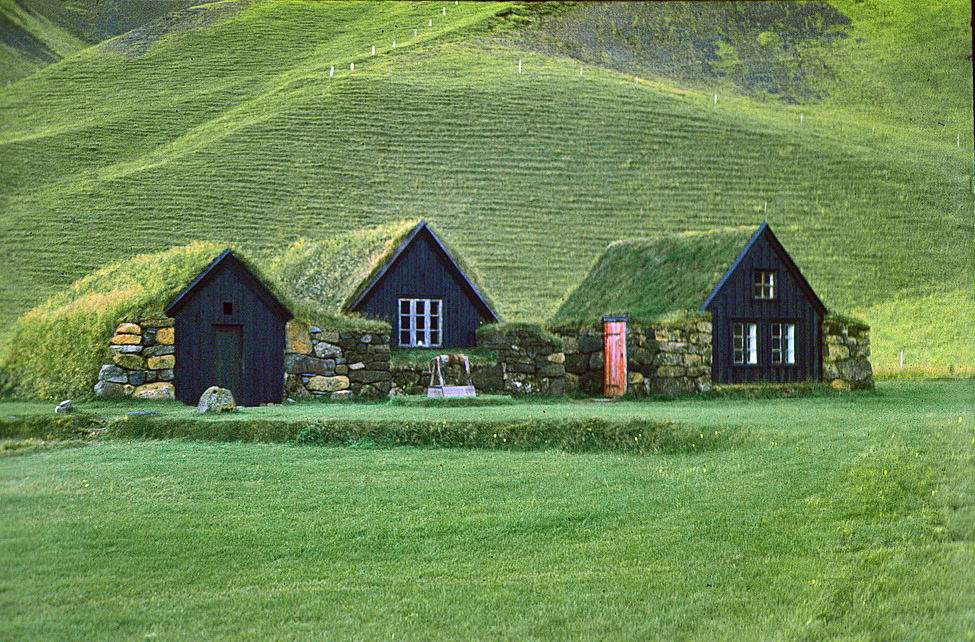
Las casas de tepes de césped fueron comunes en Islandia.

Un tepe, champa o pan de césped es un trozo de césped y suelo que se mantiene unido por las raíces.
Los tepes se emplean para reparar o renovar la cobertura de estadios, prados y campos de golf y, en construcción, para hacer techos o paredes. Este último uso es tradicional en Escandinavia. 
Existen empresas que se dedican a la producción de tepes, especialmente para recintos deportivos y áreas verdes urbanas. Los trozos se cortan con maquinaria especial y se comercializan en tamaños estandarizados, tanto en piezas rectangulares rígidas como en rollos delgados. 
Su utilidad radica en la rapidez con que puede crearse una cobertura de vegetación en un suelo erosionado o en un recinto deportivo y puede estar listo para usar en unas pocas semanas.
En España, y desde hace ya muchos años, se emplea como método de formación de praderas en clara competencia con la formación de estas por semilla. Su auge en el sector privado ha ido en aumento por la rapidez de implantación de los tepes que permiten tener la pradera lista para usar (pisar) en menor tiempo que si se realiza por semilla, a pesar de que el precio de implantación de una pradera es mayor en el caso de tepe que en el de semilla.